# 伊勢貞孝
伊勢 貞孝（いせ さだたか）は、戦国時代の武将。室町幕府の幕臣。

## 生涯
伊勢貞辰の子として生まれ、政所執事の伊勢貞忠の養子となる。天文3年（1534年）6月3日に北条氏綱が鎌倉の由比ヶ浜にて足利義晴の使者として来た伊勢貞辰とその子・八郎（後の伊勢貞就）及び又次郎を接待したとする記事（『快元僧都記』）があり、又次郎を貞孝の幼名である「又三郎」の誤記とする説がある。
天文4年（1535年）に貞忠が死去すると、家督を継いで政所執事となった。天文19年（1550年）に室町幕府第12代将軍・足利義晴臨終の際には枕元に侍り、後継者の足利義輝の補佐を遺言されたといわれる。
しかし三好長慶によって義輝が追放された後も京都に留まるなど、義輝との関係は悪化していった（天文20年（1551年）に貞孝と長慶が会談した際、長慶の暗殺未遂事件が勃発している）。貞孝は長慶の与党として反長慶の細川晴元等の勢力とたびたび干戈を交えることになる。
やがて、天文22年（1553年）8月に足利義輝が長慶に追われて近江に逃れた際にはこれに従わずに京都に留まった。これに対して義輝は貞孝の所領を没収することを宣言したが、肝心の所領は三好方の支配下にあり全く効力は無かった。ただし、貞孝も永禄元年（1558年）に丹波の所領を松永長頼と分割するなどの譲歩を強いられている。
永禄元年（1558年）に義輝と晴元が攻め寄せると三好方として戦ったが（北白川の戦い）、義輝が三好長慶と和睦して帰京することになると長慶や細川氏綱と共にこれを出迎えた。しかし、将軍の追放と復帰が繰り返された室町幕府において代々政所を取り仕切って幕府機構の維持を図ってきた伊勢氏の幕府機構に対する影響力は将軍の決定すら覆す程にまでなっており、義輝からは伊勢氏そのものが脅威として見られるようになっていった。また、長慶の家臣である松永久秀が台頭するようになると、貞孝は次第に立場を失うようになっていった。
永禄5年（1562年）3月に六角義賢が京都に侵攻した際（将軍地蔵山の戦い）、これまで三好長慶と対立していた義輝は長慶を支持して石清水八幡宮に逃れて長慶と共に抵抗しているにもかかわらず、貞孝は六角氏占領下の京都に止まって政所沙汰を公然と行ったことが義輝・長慶双方の怒りを買った。また、同じ頃に貞孝が職権を利用して幕府法に反して勝手に徳政免除を行っていることを政所代の蜷川親俊に告発されている。6月に義輝・長慶が京都に復帰すると貞孝は更迭されて失脚に追い込まれた。
このため京都船岡山で挙兵したが、長慶の命を受けた松永久秀の追討を受け、子の貞良と共に近江杉坂にて戦死した。孫の貞為・貞興兄弟は生き延びたが、伊勢氏は没落する事になる。なお、伊勢貞倍・伊勢貞助らの庶流は貞孝とは行動を共にせず引き続き義輝に仕えている。また、この挙兵には三淵藤英ら複数の幕臣が関わっていた形跡があり、この挙兵については不明な点が多い。
貞孝の失脚と滅亡によって、伊勢貞継以来長く続いた伊勢氏による政所支配の歴史に終止符が打たれ、義輝は新たに政所執事に任じた摂津晴門を通じて政所の掌握を図ることによって将軍権力の回復を図る。だが、これが長慶没後の三好氏や松永久秀の反感を買って永禄の変の遠因となった。